# Споруны
Споруны (бел. Спаруны) — деревня в Браславском районе Витебской области Беларуси. Входит в состав Тетерковского сельсовета.

## География
Деревня находится в западной части Витебской области, при автодороге Н-2103, на расстоянии приблизительно 10 километров (по прямой) к юго-востоку от города Браслав, административного центра района. Абсолютная высота — 166 метров над уровнем моря. Площадь населённого пункта — 0,0944 км².

## История
По состоянию на 1905 год, в деревне проживало 211 человек (114 мужчин и 97 женщин). В административном отношении входила в состав Иодской волости Дисненского уезда Виленской губернии.
В 1921 году входила в состав гмины Йоды Дисенского повета Виленского воеводства Второй Польской республики. Числилось 163 жителя (83 мужчины и 80 женщин), проживавших в 32 домах. В этническом составе населения того периода поляки составляли 100 %. В конфессиональном составе населения преобладали католики (98,2 %), также были представлены православные христиане (1,8 %).

## Население
По данным переписи 2019 года, в деревне проживал 1 человек.
| Год  | Население, человек |
| ---- | ------------------ |
| 1905 | 211                |
| 1921 | ↘ 163              |
| 2009 | ↘ 5                |
| 2019 | ↘ 1                |